# Fontaine Aréthuse
Pour les articles homonymes, voir Fontaine Aréthuse (homonymie) et Aréthuse.
La fontaine Aréthuse (italien : Fonte Aretusa, grec ancien : Ἀρέθουσα) est une source d'eau douce de l'île d'Ortygie dans le centre historique de Syracuse, en Sicile.

## Caractéristiques

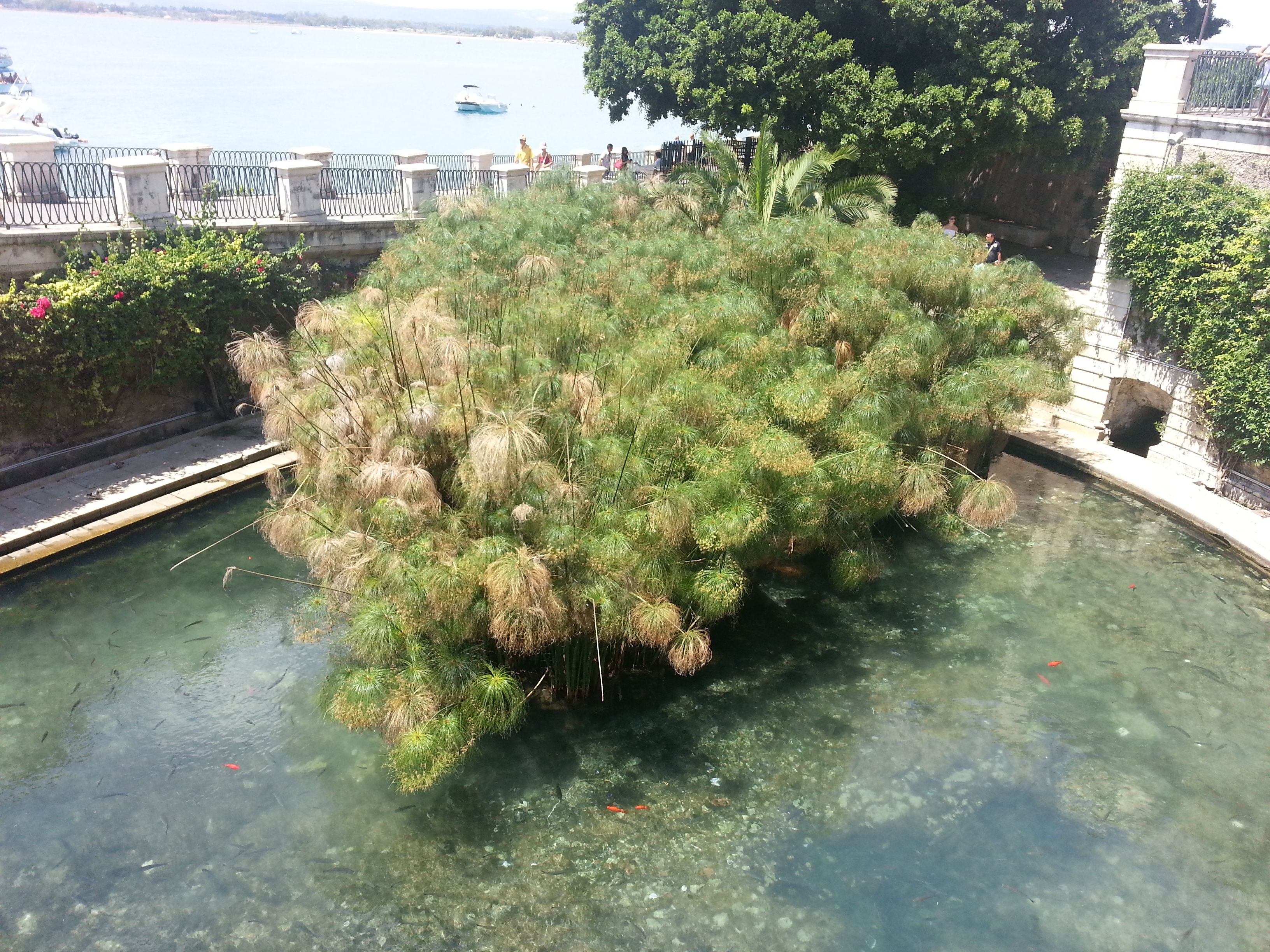
Les papyrus poussant dans la fontaine.

La fontaine se situe sur la côte occidentale de l'île d'Ortygie ; la mer Ionienne, distante d'une dizaine de mètres, n'en est séparée que par une digue qui sert également de promenade. La fontaine prend la forme d'un bassin semi-circulaire dans lequel poussent des papyrus.
La fontaine Aréthuse est la principale source d'eau douce de l'île ; il s'agit de l'un des exutoires de la nappe phréatique qui alimente également le fleuve Ciane, de l'autre côté du port.
La fontaine Aréthuse, la Ciane et le fleuve Freddo (it) sont les seuls endroits d'Europe où poussent des papyrus.

## Historique
La source, qui jaillissait autrefois d'une grotte naturelle, a subi de nombreuses transformations au cours des siècles. Jusqu'au XVIe siècle, la source était divisée en plusieurs ruisseaux utilisés pour le tannage du cuir. En 1540, elle fut incorporée aux fortifications lorsque Charles Quint renforça les structures militaires d'Ortygie. Elle en fut détachée en 1847 avec la construction du bassin actuel ; le belvédère situé à côté de la fontaine est ce qui subsite de l'ancien bastion, démoli dans la seconde moitié du XIXe siècle.

## Littérature
La fontaine porte le nom d'une nymphe de la mythologie grecque, Aréthuse. Ovide, dans les Métamorphoses, la décrit comme une suivante de Diane, poursuivie par le dieu fleuve Alphée qui s'était épris d'elle après qu'elle s’était baignée dans ses eaux. Diane change Aréthuse en une source souterraine qui émerge à Ortygie,. La légende veut alors que la source sicilienne soit reliée de façon souterraine au fleuve Alphée, s'écoulant au Péloponnèse.
Cicéron,, au Ier siècle évoque « une source d'un débit surprenant, regorgeant de poissons, et dont la situation est telle qu'elle serait submergée par les flots de la mer si elle n'était protégée par un solide mur de pierres ».
La fontaine Aréthuse apparaît dans de nombreux ouvrages de littérature européens, en particulier poétiques. Virgile la mentionne dans la dixième Bucolique, Théocrite dans ses Idylles ; Virgile présente la nymphe éponyme comme la divinité qui a inspiré la poésie bucolique ou pastorale. Ces références étaient connues des poètes modernes : John Milton y fait allusion dans son élégie pastorale Lycidas et son masque Arcades (en), Alexander Pope dans son poème satirique La Dunciade et William Wordsworth dans Le Prélude. Dans Moby-Dick, Herman Melville écrit que les eaux de la fontaine sont dites provenir de la Terre sainte. En musique, le premier mouvement des Mythes pour violon et piano de Karol Szymanowski a pour titre La Fontaine d'Aréthuse.